# 资阳站
资阳站，位于四川省资阳市雁江区莲花街道和平北路，建成于1952年5月1日，现有成渝铁路通过，并由成都铁路局成都车务段管辖。车站按技术性质为中间站（原为区段站），按业务性质为客货运站，等级为三等站。现车站客运已停办，仅保留货运业务。

## 设施概况
车站站场呈西东走向，共有股道7条：到发线5股，停车线2股（包含正线1股），另有牵出线1条，货物线3条，站房设于线左。车站曾对外办理客运业务，故建有候车室、售票室、旅客站台（2座）、旅客地道、雨棚等客运设施。车站上下行区间均为单线，区间及站内均已电气化。车站下行咽喉处有中车资阳机车有限公司专用铁路（亦已电气化）出岔，并设有站内隧道一座。

## 車站周邊
- 成都市第六人民医院资阳分院
- 雁江区烟草专卖局
- 中国工商银行建设北路分理处
- 中国银行十字路口分理处
- 资阳市雁江区人民医院
- 中国建设银行和平路中段储蓄所
- 资阳车城酒店
- 雁江区第一中学
- 资阳忠华医院
- 资阳汽车客运站

## 歷史
- 1952年5月1日，车站通车
- 1958年3月27日，毛泽东主席在专列停靠车站时下车视察
- 1984年7月1日，车站铁路电气化
- 2019年9月27日，停止办理客运业务[4]
- 2021年6月10日，停止办理售票业务[5]

## 外部連結
- 中国铁路客户服务中心（页面存档备份，存于）